# Evansdale
Evansdale is een plaats (city) in de Amerikaanse staat Iowa, en valt bestuurlijk gezien onder Black Hawk County.

## Demografie
Bij de volkstelling in 2000 werd het aantal inwoners vastgesteld op 4526. In 2006 is het aantal inwoners door het United States Census Bureau geschat op 4927, een stijging van 401 (8,9%).

## Geografie
Volgens het United States Census Bureau beslaat de plaats een oppervlakte van 10,9 km², geheel bestaande uit land.

## Plaatsen in de nabije omgeving
De onderstaande figuur toont nabijgelegen plaatsen in een straal van 16 km rond Evansdale.